# Mick Harris
Michael John Harris (ur. 12 października 1967 w Birmingham; znany jako Mick Harris lub MJ Harris) – brytyjski muzyk, perkusista muzyki ekstremalnej z obszarów crust punk, hardcore, grindcore i death metal lat 80. do wczesnych 90. XX wieku. Mick Harris to także wirtuoz eksperymentujący z muzyką elektroniczną i ambientem od drugiej połowy lat 90. XX wieku. Mick Harris znany jest z działalności w legendarnej grupie Doom, natomiast najbardziej rozpoznawalny jest z twórczości w Napalm Death. Harris współpracował m.in. z: Billem Laswellem i Johnem Zornem. Jest współzałożycielem projektu Scorn. Otworzył własną wytwórnię płytową Label Possible Records.